# ایوان لینو
ایوان لینو (انگلیسی: Ivan Linow؛ ‏ ۲۱ نوامبر ۱۸۸۸ – ۲۱ نوامبر ۱۹۴۰) کشتی‌گیر و بازیگر اهل ایالات متحده آمریکا بود.
از فیلم‌ها یا برنامه‌های تلویزیونی که وی در آن نقش داشته‌است می‌توان به در آریزونای قدیم، جادوی سیاه، فریاد دوردست، رود، دختر شهری، نغمه شعله، پنجه گربه و گلدی اشاره کرد.